# Colutea gifana
Colutea gifana är en ärtväxtart som beskrevs av Ahmed Ahmad Parsa. Colutea gifana ingår i släktet blåsärter, och familjen ärtväxter. Inga underarter finns listade i Catalogue of Life.